# Pont de Normandie
Pont de Normandie je cestni most, ki se razteza preko Sene in povezuje Le Havre s Honfleurjem v Normandiji na severu Francije. Njegova skupna dolžina je 2.143,21 metrov - z največjim razponom 856 m med obema pilonoma. To je tudi zadnji most ki prečka Seno preden se ta izliva v ocean. Kljub temu, da je to most za katerega se plača mostnina, je na njem tudi pešpot, kot tudi ozek kolesarski pas, kar omogoča pešcem in kolesarjem prečkanje mostu brezplačno.

## Konstrukcija
Most je projektiral Michel Virlogeux, splošne študije so bile izdelane pod vodstvom Bernarda Raspauda iz Bouygues in vodenje dela razdeljeno med G. Barleta in P. Jacqueta. Arhitekta sta bila François Doyelle in Charles Lavigne. Gradnjo so vodili Bouygues, Campenon Bernard, Dumez, Monberg & Thorsen, Quillery, Sogea in Spie Batignolles. Začela se je leta 1988 in je trajala 7 let. Most so predali prometu 20. januarja 1995.
V tistem času je bil most najdaljši most s poševnimi zategami na svetu in je imel tudi rekord za najdaljši razpon med piloni. Imel je več kot 250 metrov več med piloni kot najdaljši pred njim (most Yangpu v Šanghaju, Kitajska). Ta rekord je bil presežen v letu 1999 z mostom Tatara na Japonskem. Njegova rekordna dolžina je bila presežena leta 2004 z 2883 metrov dolgim Rio-Antirrio. Ob koncu gradnje so skupni stroški za most in vse pomožne objekte in stroški financiranja znašali 465.000.000 $, financiral ga je Natixis. Samo lastni stroški mostu so znašali 233.000.000 € (250 milijonov dolarjev).
Zasnova mostu s poševnimi zategami je bila izbrana, ker je bila cenejša in bolj odporna na močne vetrove, kot konstrukcija visečega mostu.

## Podatki
Mostna konstrukcija je jeklen prednapet betonski kompozitni most. Prečni prerez 23,6 metrov je razdeljen na štiri pasove za promet in dva pasova za pešce in kolesarje. Pilona sta iz betona, oblikovana kot narobe obrnjen Y. Tehtata več kot 20.000 ton in sta 214,77 metrov visoka. Vgrajenega je bilo več kot 19.000 ton jekla in 184 Freyssinet kablov.